# Josef Riß
Josef Riß (* 30. Juli 1883 in Todtenweis; † 9. April 1958 ebenda) war ein deutscher Politiker der BVP und der CSU.

## Leben
In seiner Jugend arbeitete Riß auf dem Anwesen seiner Eltern, das er 1908 übernahm. Am Ersten Weltkrieg nahm er als Soldat teil, dabei verlor er seinen linken Arm. 1926 wurde er Vorsitzender der Ödlandgenossenschaft Todtenweis, im Jahr darauf zweiter Vorsitzender der Flurbereinigungsgenossenschaft Todtenweis. 1927 wurde er Vorsitzender der Bezirksbauernkammer in Aichach, in die er im Jahr zuvor erstmals gewählt wurde. Im März 1933 wurde er aus diesem Amt abgesetzt.

## Politik
1911 wurde Riß zum Bürgermeister seiner Heimatgemeinde Todtenweis gewählt. Später wurde er auch Mitglied des Distriktsrats, des Bezirkstags in Aichach und des Kreistags von Oberbayern. Im August 1933 wurde er aus dem Bürgermeisteramt entlassen, da er sich weigerte der NSDAP beizutreten. Im Mai 1945 wurde er erneut als Bürgermeister von Todtenweis eingesetzt, in diesem Amt wurde er bei der Kommunalwahl im Jahr darauf bestätigt und bekleidete es bis 1948. 1946 zog er außerdem in den Kreistag des Landkreises Aichach ein und wurde in die Verfassunggebende Landesversammlung berufen. Bei der Landtagswahl gewann er ein Mandat im Bayerischen Landtag, dem er eine Wahlperiode lang bis 1950 angehörte.